# تياغو فرناندس رودريغوس
تياغو فرناندس رودريغوس (بالبرتغالية: Thiago Fernandes Rodrigues‏) هو لاعب كرة قدم برازيلي في مركز الوسط، ولد في 13 مارس 2001 في ريسيفي في البرازيل. لعب مع نادي فلامنغو.